# Hartford, Kentucky
Hartford är en ort i Ohio County i delstaten Kentucky, USA. År 2000 hade orten 2 571 invånare. Den har enligt United States Census Bureau en area på 6,7 km², allt är land. Hartford är administrativ huvudort (county seat) i Ohio County. 